# Solwind
Il satellite SOLWIND è stato un satellite per ricerche scientifiche dedicate a studi per la previsione del tempo meteorologico spaziale (in lingua inglese space weather). Tra le sue osservazioni sono da citare quelle effettuate su oltre mille espulsioni di massa coronali. Il satellite è stato lanciato il 24 febbraio 1979 dalla base di Vandenberg ed è stato distrutto il 13 settembre 1985. Il satellite ha funzionato dal 29 marzo 1979 al 13 settembre 1985: la missione avrebbe dovuto durare originariamente dodici mesi.
Il satellite ha varie denominazioni oltre a Solwind: P78-1, Space Test Program P78-1, 11278, STPP78-1 e la sua designazione internazionale, 1979-017A.

## Caratteristiche tecniche
Il satellite fu costruito dalla Ball Brothers Aerospace Corporation per conto dell'USAF.
Il satellite era costituito da una piattaforma derivata da quella dell'Orbiting Solar Observatory che ruotava perpendicolarmente all'orbita del satellite e da una sezione con gli strumenti sormontata da un pannello solare. Gli strumenti invece furono progettati e costruiti dall'Aerospace Corporation e dall'USNO.

## Orbita
Il satellite è stato posto in un'orbita eliosincrona
attorno alla Terra. Gli elementi orbitali della sua orbita erano: eccentricità 0,0022038, inclinazione 97,6346°, periodo 95,3 minuti. L'apogeo era a 545 km, il perigeo a 515 km.

## Strumenti a bordo
A bordo del SOLWIND vi erano sette strumenti, alcuni composti da più rilevatori:
| Denominazione strumento               | Scopo                                                                                  | Costruttore              | Tipo di strumento e caratteristiche |
| ------------------------------------- | -------------------------------------------------------------------------------------- | ------------------------ | --- |
| SOLFLEX                               | studio raggi X da brillamenti solari                                                   | USNO                     | 4 spettrografi a raggi X per brillamenti |
| SOLEX                                 | studio raggi X                                                                         | Aerospace Corporation    | spettrometro e spettroeliometro |
| MONEX                                 | monitoraggio raggi X                                                                   | Aerospace Corporation    | spettri a bassa risoluzione di raggi X soffici e duri                                                                                          |
| SOLWIND                               | studio del vento solare                                                                | USNO                     | coronografo tipo Lyot a luce bianca, da 4.000 a 7.000 Ångström, campo inquadrato da 2,6 a 10 raggi solari con risoluzione di 1,25 minuti primi |
| MAGMAP                                | mappatura del magnesio                                                                 | USNO                     | due contatori proporzionali che usano il SOLEX                                                                                                 |
| High Latitude Particle Spectrometer   | studi spettrometrici sugli elettroni alle alte latitudini                              | ?                        | due analizzatori elettrostatici |
| PAM (Preliminary Aerosol Measurement) | studi sulla concentrazione e distribuzione verticale di aerosol e ozono nell'atmosfera | Università del Wyoming ? | |

## Distruzione
Il satellite era ancora perfettamente funzionante ma avendo passato la durata programmata di funzionamento, 12 mesi, fu considerato sacrificabile per essere usato come bersaglio per una prova reale di un missile anti-balistico. Il 13 settembre 1985 nel corso del terzo lancio di collaudo un missile ASM-135 ASAT fu lanciato da un F-15A e distrusse il satellite. La distruzione fu provocata dall'impatto del missile col satellite alla velocità di 7 km/s. Nella collisione si originò un gran numero di frammenti di cui 321 furono rilevati dai radar, e di questi 285 furono catalogati: la maggior parte dei frammenti rientrò nell'atmosfera terrestre in breve tempo ma ancora nel luglio 1992 undici di questi frammenti erano ancora in orbita.

## Comete scoperte da SOLWIND
Uno dei risultati inaspettati del Solwind è stato la scoperta di comete, ben dieci. Quattro di queste comete (SOLWIND-7, SOLWIND-8, SOLWIND-9, SOLWIND-10) sono state scoperte tra il luglio e l'agosto 2005 nelle immagini d'archivio dall'astrofilo tedesco Rainer Kracht venti anni dopo la fine della missione. Tutte le comete ad eccezione dell'ultima (SOLWIND-10) fanno parte della famiglia di comete di Kreutz.
In ordine di passaggio al perielio:
| Denominazione SOLWIND | Designazione ufficiale | Fonti         |
| --------------------- | ---------------------- | ------------- |
| SOLWIND-1             | C/1979 Q1 SOLWIND      | [ 11 ] [ 12 ] |
| SOLWIND-2             | C/1981 B1 SOLWIND      | [ 13 ]        |
| SOLWIND-3             | C/1981 O1 SOLWIND      | [ 14 ]        |
| SOLWIND-4             | C/1981 V1 SOLWIND      | [ 15 ] [ 16 ] |
| SOLWIND-7             | C/1981 W1 SOLWIND      | [ 17 ]        |
| SOLWIND-8             | C/1983 N2 SOLWIND      | [ 18 ]        |
| SOLWIND-6             | C/1983 S2 SOLWIND      | [ 19 ]        |
| SOLWIND-5             | C/1984 O2 SOLWIND      | [ 15 ] [ 16 ] |
| SOLWIND-9             | C/1984 Q1 SOLWIND      | [ 18 ]        |
| SOLWIND-10            | C/1984 R1 SOLWIND      | [ 20 ]        |